# Lomba (Sabugal)
Lomba is een plaats (freguesia) in de Portugese gemeente Sabugal en telt 78 inwoners (2001).